# 오화섭
오화섭(吳華燮, 1916년~1979년)은 대한민국의 영문학자이다. 

## 생애
일본 와세다 대학 문학부와 동 대학원을 졸업, 1946년부터 고려대학교, 부산대학교 부교수를 거쳐 1953년에 연세대학교 교수가 되었으며, 문과대학장, 교육대학원장을 역임했다. 그 밖에 영어영문학회장, 한국 셰익스피어 협회 이사 등을 지내면서 영미 문학 중에서도 특히 연극에 관한 평론, 희극 등을 많이 번역하여 우리 연극의 발전에 크게 이바지하였다. 번역 문학상을 받았으며, 창작 희곡으로 <우리 읍내>, <밤으로의 긴 여로>, <지평선 너머>, 저서에 <현대 미국극>, 번역서에 <베니스의 상인> 등이 있다.